# Fudbalski Klub Napredak Kruševac

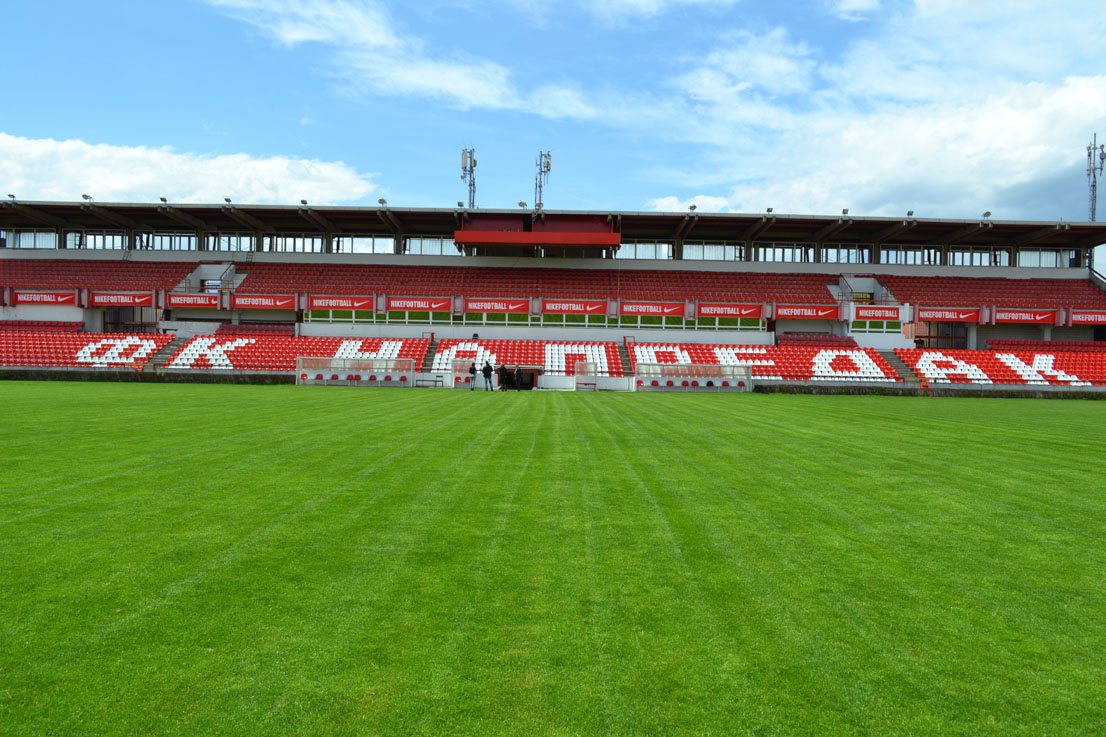
Stadion Mladost

El Fudbalski Klub Napredak Kruševac (en serbi: Фудбалски клуб Haпpeдaк Крушевац) és un club de futbol serbi de la ciutat de Kruševac. Napredak significa "progrés" en serbi. Disputa els seus partits a l'Stadion Mladost.

## Història
El club va ser fundat el 8 de desembre de 1946, per la fusió dels clubs Zakić, Badža i 14. Oktobar. El 1951 ascendí per primer cop a la primera divisió iugoslava, però descendí la mateixa temporada, per a retornar-hi el 1976. Fou finalista de la copa iugoslava l'any 2000.

## Palmarès
- Segona divisió iugoslava de futbol: 
  - 1958, 1976, 1978, 1988

- Segona divisió de la RF de Iugoslàvia de futbol: 
  - 1999-00

- Segona divisió de Sèrbia i Montenegro de futbol: 
  - 2002-03

- Segona divisió sèrbia de futbol: 
  - 2012-13, 2015-16